# Gelenkkraft
Die Gelenkkraft ist eine Kraftgröße der Statik. Sie ist ein wesentlicher Aspekt in der Betrachtung von Teilsystemen in statischen Systemen, wie Gerberträger.
Die Statik beschäftigt sich grundsätzlich mit ruhenden, unbewegten Systemen, daher müssen sich Körper im statischen Gleichgewicht befinden.
Bei statisch bestimmten Systemen kann man Systeme in Teilsysteme zerlegen und die resultierenden Schnittkräfte am jeweils anderen Teilsystem ansetzten, jedoch bei statisch unbestimmten Systemen ist es im Allgemeinen nicht möglich ein Teilsystem entkoppelt vom Gesamtsystem zu betrachten, oder nur durch Weg- und Drehfedern. Aus pragmatischen Gründen ist es oftmals praktisch das statische System bei Gelenken in Teilsysteme zu trennen.
Bei einem Gelenk meint man in der Statik meist ein Drehgelenk, aber es gibt in der Statik auch „Weggelenke“. Bei Drehgelenken werden meistens eine Rotation um eine (oder um beide) Hauptträgheitsachse ermöglicht, aber Torsionen und Verschiebungen werden übertragen. Bei nachgiebigen Verbindungen wird oft in Statikprogrammen ein Drehgelenk und eine Drehfeder eingefügt.